# Deportes Recoleta
O Club de Deportes Recoleta, também conhecido como Deportes Recoleta ou simplesmente como Recoleta, é um clube esportivo localizado em Recoleta, município de Santiago, no Chile, fundado em 23 de janeiro de 2014. Se transformou em Sociedade Anônima Desportiva Profissional (SADP) em 23 de junho de 2017, ano do ingresso na Asociación Nacional de Fútbol Profesional (ANFP).
A sua principal atividade é o futebol, onde joga desde 2022 na Primera B, a segunda divisão do futebol chileno.
O clube manda seus jogos no Municipal Leonel Sánchez Lineros, também situado em Recoleta, com capacidade aproximada para 2.000 espectadores.
Foi campeão da quinta divisão em 2015, vice-campeão da quarta divisão no ano seguinte e campeão da terceira divisão em 2021.

## Títulos
| Divisão  | Competição                   | Total | Ano(s) / Temporada(s) | Fonte       |
| -------- | ---------------------------- | ----- | --------------------- | ----------- |
| Terceira | Segunda División Profesional | 1     | 2021                  | [ 2 ]       |
| Quinta   | Tercera División B           | 1     | 2015                  | [ 1 ] [ 2 ] |

| Divisão | Competição         | Total | Ano(s) / Temporada(s) | Fonte       |
| ------- | ------------------ | ----- | --------------------- | ----------- |
| Quarta  | Tercera División A | 1     | Vice-campeão: 2016    | [ 1 ] [ 2 ] |